# Rommeln
Das Rommeln ist ein Brauch im Raum Düren zu Weiberfastnacht. Dabei erhalten Kinder für ihren Gesang Süßigkeiten, es handelt sich also um einen sogenannten Heischebrauch.

## Ablauf
An Weiberfastnacht gehen verkleidete Kinder, meist nach Schulschluss, von Haus zu Haus und singen gegen die Gabe von Süßigkeiten einen Spruchreim in Dürener Platt:
Ahl Möhn,

joot Möhn,

jävv ons jätt en de Rommelspott,

sons jon mer net vun dä Türe fott!
Hochdeutsch:

Alte Frau,

gute Frau,

gib uns was in den Rommelstopf,

sonst geh’n wir nicht von der Türe fort!

## Geschichte
Heischebräuche zu Karneval sind im Rheinland seit dem 15. Jahrhundert belegt, hierbei kam ein Rommelspott genanntes Lärminstrument zum Einsatz. Rommeln oder Rummeln ist der ältere Begriff für lärmen bzw. Getöse machen.